# Davus
Genre
Davus est un genre d'araignées mygalomorphes de la famille des Theraphosidae.

## Distribution
Les espèces de ce genre se rencontrent au Mexique, au Guatemala, au Nicaragua, au Costa Rica et au Panama.

## Liste des espèces
Selon World Spider Catalog (version 17.5, 08/10/2016) :
- Davus fasciatus O. Pickard-Cambridge, 1892
- Davus pentaloris (Simon, 1888)
- Davus ruficeps (Simon, 1891)
- Davus santos Gabriel, 2016

## Publication originale
- O. Pickard-Cambridge, 1892 : Arachnida. Araneida. Biologia Centrali-Americana, Zoology. London, vol. 1, p. 89-104 (texte intégral).